# 穆格爾山
47°21′30″N 15°11′18″E / 47.358444°N 15.188322°E
穆格爾山（德語：Mugel），是奧地利的山峰，位於該國東南部，由施泰爾馬克州負責管轄，屬於格萊納爾佩山脈的一部分，海拔高度1,630米，每年平均降雨量1,671毫米。